# Turnieje kwalifikacyjne w koszykówce mężczyzn do Letnich Igrzysk Olimpijskich 2020
W czterech turniejach kwalifikacyjnych do Igrzysk Olimpijskich 2020 wźieło udział 24 reprezentacji narodowych, które walczyły o 4 miejsca na igrzyskach. Turnieje zostały rozegrane od 29 czerwca do 4 lipca 2021.

## Format kwalifikacji
W kalifikacjach brały udział 24 drużyny, w tym 16 najwyżej sklasyfikowanych reprezentacji podczas mistrzostw świata nieposiadających dotychczas kwalifikacji na igrzyska oraz po dwie najwyżej sklasyfikowane w rankingu FIBA reprezentacje z każdego regionu. Kwalifikacje zostały podzielone na cztery turnieje, w których wźieło udział po 6 drużyn. Każdy turniej składał się z rundy pre-kwalifikacyjnej oraz rundy finałowej. Rozgrywki rundy pre-kwalifikacyjnej odbyły się w dwóch trzy zespołowych grupach. Dwie najlepsze drużyny z każdej grupy awansowały do rundy finałowej, w której gra toczyła się na zasadach play-off. Na igrzyska olimpijskie zakwalifikowali się zwycięzcy poszczególnych turniejów.
Turnieje zostały rozegrane w: Belgradzie, Kownie, Splicie oraz Victorii.

## Drużyny uczestniczące
Reprezentacja Nowej Zelandii mimo zajęcia 19. miejsca na mistrzostwach świata, zrezygnowała z udziału w kwalifikacjach do Igrzysk olimpijskich. Jej miejsce zajęła najwyżej sklasyfikowana drużyna z regionu Azji i Oceanii według rankingu FIBA.
| Drużyna          | Region      | Sposób kwalifikacji                 |
| ---------------- | ----------- | ----------------------------------- |
| Serbia           | europejski  | 5. miejsce na mistrzostwach świata  |
| Czechy           | europejski  | 6. miejsce na mistrzostwach świata  |
| Polska           | europejski  | 8. miejsce na mistrzostwach świata  |
| Litwa            | europejski  | 9. miejsce na mistrzostwach świata  |
| Włochy           | europejski  | 10. miejsce na mistrzostwach świata |
| Grecja           | europejski  | 11. miejsce na mistrzostwach świata |
| Rosja            | europejski  | 12. miejsce na mistrzostwach świata |
| Brazylia         | amerykański | 13. miejsce na mistrzostwach świata |
| Wenezuela        | amerykański | 14. miejsce na mistrzostwach świata |
| Portoryko        | amerykański | 15. miejsce na mistrzostwach świata |
| Dominikana       | amerykański | 16. miejsce na mistrzostwach świata |
| Niemcy           | europejski  | 18. miejsce na mistrzostwach świata |
| Tunezja          | afrykański  | 20. miejsce na mistrzostwach świata |
| Kanada           | amerykański | 21. miejsce na mistrzostwach świata |
| Turcja           | europejski  | 22. miejsce na mistrzostwach świata |
| Angola           | afrykański  | Ranking FIBA                        |
| Senegal          | afrykański  | Ranking FIBA                        |
| Meksyk           | amerykański | Ranking FIBA                        |
| Urugwaj          | amerykański | Ranking FIBA                        |
| Chiny            | azjatycki   | Ranking FIBA                        |
| Filipiny         | azjatycki   | Ranking FIBA                        |
| Korea Południowa | azjatycki   | Ranking FIBA                        |
| Chorwacja        | europejski  | Ranking FIBA                        |
| Słowenia         | europejski  | Ranking FIBA                        |

## Losowanie
Losowanie miało miejsce 27 listopada 2019 roku w siedzibie FIBA w szwajcarskim Mies. Wszystkie uczestniczące drużyny podzielono na sześć koszyków na podstawie rankingu FIBA.

### Podział na koszyki
| Koszyk 1                          | Koszyk 2                              | Koszyk 3                                    | Koszyk 4                                   | Koszyk 5                                            | Koszyk 6                               |
| --------------------------------- | ------------------------------------- | ------------------------------------------- | ------------------------------------------ | --------------------------------------------------- | -------------------------------------- |
| - Serbia - Grecja - Litwa - Rosja | - Czechy - Brazylia - Włochy - Polska | - Chorwacja - Turcja - Słowenia - Portoryko | - Niemcy - Dominikana - Wenezuela - Kanada | - Nowa Zelandia - Meksyk - Chiny - Korea Południowa | - Angola - Tunezja - Senegal - Urugwaj |

W wyniku losowania wyłoniono następujące grupy:
| Turniej w Belgradzie             | Turniej w Kownie                       | Turniej w Splicie                | Turniej w Victorii          |
| Grupa A                          | Grupa A                                | Grupa A                          | Grupa A                     |
| -------------------------------- | -------------------------------------- | -------------------------------- | --------------------------- |
| - Dominikana - Filipiny - Serbia | - Litwa - Korea Południowa - Wenezuela | - Niemcy - Rosja - Meksyk        | - Grecja - Chiny - Kanada   |
| Grupa B                          | Grupa B                                | Grupa B                          | Grupa B                     |
| - Portoryko - Włochy - Senegal   | - Polska - Słowenia - Angola           | - Tunezja - Chorwacja - Brazylia | - Urugwaj - Czechy - Turcja |

## Turniej w Belgradzie

### Faza grupowa

#### Grupa A

##### Tabela
| Poz. | Reprezentacja | Pkt | Mecze | Mecze | Mecze | Punkty | Punkty | Punkty | Bilans bezpośrednich meczów |
| Poz. | Reprezentacja | Pkt | M     | Z     | P     | zdob.  | str.   | bilans | Bilans bezpośrednich meczów |
| ---- | ------------- | --- | ----- | ----- | ----- | ------ | ------ | ------ | --------------------------- |
| 1.   | Serbia        | 4   | 2     | 2     | 0     | 177    | 152    | +25    | -                           |
| 2.   | Dominikana    | 3   | 2     | 1     | 1     | 170    | 161    | +9     | -                           |
| 3.   | Filipiny      | 2   | 2     | 0     | 2     | 143    | 177    | -34    | -                           |

     awans do fazy finałowej

##### Wyniki
| 29 czerwca 2021 20:15 | Raport | Dominikana 76 – 94 Serbia                                            | Dominikana 76 – 94 Serbia | Dominikana 76 – 94 Serbia                           |  | Hala im. Aleksandara Nikolićia, Belgrad Sędziowie: Guilherme Locatelli ( BRA), Mārtiņš Kozlovskis ( LAT), Georgios Poursanidis ( GRE) |
| 29 czerwca 2021 20:15 | Raport | Rezultaty w kwartach: 23-31, 24-16, 19-20, 10-27                     |                           |                                                     |  | Hala im. Aleksandara Nikolićia, Belgrad Sędziowie: Guilherme Locatelli ( BRA), Mārtiņš Kozlovskis ( LAT), Georgios Poursanidis ( GRE) |
| 29 czerwca 2021 20:15 | Raport | Pkt: Liz, Torres po 16 każdy Zb: Liz 9 As: Solano, Torres po 4 każdy |                           | Pkt: Marjanović 18 Zb: Marjanović 10 As: Teodosić 6 |  | Hala im. Aleksandara Nikolićia, Belgrad Sędziowie: Guilherme Locatelli ( BRA), Mārtiņš Kozlovskis ( LAT), Georgios Poursanidis ( GRE) |

| 30 czerwca 2021 20:15 | Raport | Serbia 83 – 76 Filipiny                             | Serbia 83 – 76 Filipiny | Serbia 83 – 76 Filipiny                    |  | Hala im. Aleksandara Nikolićia, Belgrad Sędziowie: Yohan Rosso ( FRA), Omar Bermúdez ( MEX), James Boyer ( AUS) |
| 30 czerwca 2021 20:15 | Raport | Rezultaty w kwartach: 22-16, 23-18, 22-28, 16-14    |                         |                                            |  | Hala im. Aleksandara Nikolićia, Belgrad Sędziowie: Yohan Rosso ( FRA), Omar Bermúdez ( MEX), James Boyer ( AUS) |
| 30 czerwca 2021 20:15 | Raport | Pkt: Marjanović 25 Zb: Marjanović 11 As: Teodosić 6 |                         | Pkt: Kouame 17 Zb: Kouame 6 As: Belangel 6 |  | Hala im. Aleksandara Nikolićia, Belgrad Sędziowie: Yohan Rosso ( FRA), Omar Bermúdez ( MEX), James Boyer ( AUS) |

| 1 lipca 2021 20:30 | Raport | Filipiny 67 – 94 Dominikana                                      | Filipiny 67 – 94 Dominikana | Filipiny 67 – 94 Dominikana           |  | Hala im. Aleksandara Nikolićia, Belgrad Sędziowie: Guilherme Locatelli ( BRA), Mārtiņš Kozlovskis ( LAT), Kingsley Ojeaburu ( NGA) |
| 1 lipca 2021 20:30 | Raport | Rezultaty w kwartach: 22-23, 19-16, 10-26, 16-29                 |                             |                                       |  | Hala im. Aleksandara Nikolićia, Belgrad Sędziowie: Guilherme Locatelli ( BRA), Mārtiņš Kozlovskis ( LAT), Kingsley Ojeaburu ( NGA) |
| 1 lipca 2021 20:30 | Raport | Pkt: Heading 16 Zb: trzech zawodników po 5 każdy As: Belangel 10 |                             | Pkt: Liz 23 Zb: Araújo 7 As: Torres 6 |  | Hala im. Aleksandara Nikolićia, Belgrad Sędziowie: Guilherme Locatelli ( BRA), Mārtiņš Kozlovskis ( LAT), Kingsley Ojeaburu ( NGA) |

Godziny meczów podane zostały według czasów lokalnych.

#### Grupa B
Reprezentacja Senegalu wycofała się z turnieju z powodu pandemii COVID-19.

##### Tabela
| Poz. | Reprezentacja | Pkt | Mecze | Mecze | Mecze | Punkty | Punkty | Punkty | Bilans bezpośrednich meczów |
| Poz. | Reprezentacja | Pkt | M     | Z     | P     | zdob.  | str.   | bilans | Bilans bezpośrednich meczów |
| ---- | ------------- | --- | ----- | ----- | ----- | ------ | ------ | ------ | --------------------------- |
| 1.   | Włochy        | 2   | 1     | 1     | 0     | 90     | 83     | +7     | -                           |
| 2.   | Portoryko     | 1   | 1     | 0     | 1     | 83     | 90     | -7     | -                           |
|      | Senegal       |     |       |       |       |        |        |        |                             |

     awans do pierwszej rundy kwalifikacyjnej

##### Wyniki
| 1 lipca 2021 16:30 | Raport | Włochy 90 – 83 Portoryko                                         | Włochy 90 – 83 Portoryko | Włochy 90 – 83 Portoryko                   |  | Hala im. Aleksandara Nikolićia Sędziowie: Yohan Rosso ( FRA), Omar Bermúdez ( MEX), Yener Yılmaz ( TUR) |
| 1 lipca 2021 16:30 | Raport | Rezultaty w kwartach: 18-24, 19-20, 27-14, 26-25                 |                          |                                            |  | Hala im. Aleksandara Nikolićia Sędziowie: Yohan Rosso ( FRA), Omar Bermúdez ( MEX), Yener Yılmaz ( TUR) |
| 1 lipca 2021 16:30 | Raport | Pkt: trzech zawodników po 21 każdy Zb: Polonara 11 As: Mannion 6 |                          | Pkt: Clavell 24 Zb: Browne 9 As: Browne 16 |  | Hala im. Aleksandara Nikolićia Sędziowie: Yohan Rosso ( FRA), Omar Bermúdez ( MEX), Yener Yılmaz ( TUR) |

Godzina meczu podana została według czasu lokalnego.

### Faza finałowa
|  |            |            |          |         |     |        |        |       |
|  | Półfinał   | Półfinał   | Półfinał |         |     | Finał  | Finał  | Finał |
|  | Półfinał   | Półfinał   | Półfinał |         |     | Finał  | Finał  | Finał |
|  | 3 lipca    |            |          |         |     |        |        |       |
|  |            |            |          |         |     |        |        |       |
|  | Serbia     | Serbia     | 102      |         |     |        |        |       |
|  | Serbia     | Serbia     | 102      | 4 lipca |     |        |        |       |
|  | Portoryko  | Portoryko  | 84       |         |     |        |        |       |
|  | Portoryko  | Portoryko  | 84       |         |     | Serbia | Serbia | 95    |
|  | 3 lipca    |            |          |         |     | Serbia | Serbia | 95    |
|  |            |            | Włochy   | Włochy  | 102 |        |        |       |
|  | Włochy     | Włochy     | Włochy   | Włochy  | 102 | 79     |        |       |
|  | Włochy     | Włochy     |          |         |     |        |        |       |
|  | Dominikana | Dominikana | 59       |         |     |        |        |       |
|  | Dominikana | Dominikana | 59       |         |     |        |        |       |

#### Wyniki

##### Półfinały
| 3 lipca 2021 13:00 | Raport | Włochy 79 – 59 Dominikana                                                              | Włochy 79 – 59 Dominikana | Włochy 79 – 59 Dominikana                                   |  | Hala im. Aleksandara Nikolićia Sędziowie: Guilherme Locatelli ( BRA), Mārtiņš Kozlovskis ( LAT), Georgios Poursanidis ( GRE) |
| 3 lipca 2021 13:00 | Raport | Rezultaty w kwartach: 22-14, 20-16, 24-8, 13-21                                        |                           |                                                             |  | Hala im. Aleksandara Nikolićia Sędziowie: Guilherme Locatelli ( BRA), Mārtiņš Kozlovskis ( LAT), Georgios Poursanidis ( GRE) |
| 3 lipca 2021 13:00 | Raport | Pkt: Fontecchio 17 Zb: trzech zawodników po 5 każdy As: czterech zawodników po 3 każdy |                           | Pkt: Francis 12 Zb: Santos 7 As: Mendoza, Solano po 4 każdy |  | Hala im. Aleksandara Nikolićia Sędziowie: Guilherme Locatelli ( BRA), Mārtiņš Kozlovskis ( LAT), Georgios Poursanidis ( GRE) |

| 3 lipca 2021 16:00 | Raport | Serbia 102 – 84 Portoryko                        | Serbia 102 – 84 Portoryko | Serbia 102 – 84 Portoryko                  |  | Hala im. Aleksandara Nikolićia Sędziowie: Yohan Rosso ( FRA), Omar Bermúdez ( MEX), Yener Yılmaz ( TUR) |
| 3 lipca 2021 16:00 | Raport | Rezultaty w kwartach: 28-26, 23-14, 28-28, 23-16 |                           |                                            |  | Hala im. Aleksandara Nikolićia Sędziowie: Yohan Rosso ( FRA), Omar Bermúdez ( MEX), Yener Yılmaz ( TUR) |
| 3 lipca 2021 16:00 | Raport | Pkt: Micić 21 Zb: Petrušev 8 As: Teodosić 10     |                           | Pkt: Piñeiro 23 Zb: Browne 5 As: Browne 10 |  | Hala im. Aleksandara Nikolićia Sędziowie: Yohan Rosso ( FRA), Omar Bermúdez ( MEX), Yener Yılmaz ( TUR) |

##### Finał
| 4 lipca 2021 20:30 | Raport | Serbia 95 – 102 Włochy                                         | Serbia 95 – 102 Włochy | Serbia 95 – 102 Włochy                       |  | Hala im. Aleksandara Nikolićia Sędziowie: Guilherme Locatelli ( BRA), Yohan Rosso ( FRA), Mārtiņš Kozlovskis ( LAT) |
| 4 lipca 2021 20:30 | Raport | Rezultaty w kwartach: 22-28, 23-29, 18-23, 32-22               |                        |                                              |  | Hala im. Aleksandara Nikolićia Sędziowie: Guilherme Locatelli ( BRA), Yohan Rosso ( FRA), Mārtiņš Kozlovskis ( LAT) |
| 4 lipca 2021 20:30 | Raport | Pkt: Anđušić 27 Zb: Kalinić 6 As: Kalinić, Teodosić po 5 każdy |                        | Pkt: Mannion 24 Zb: Polonara 12 As: Pajola 6 |  | Hala im. Aleksandara Nikolićia Sędziowie: Guilherme Locatelli ( BRA), Yohan Rosso ( FRA), Mārtiņš Kozlovskis ( LAT) |
| 4 lipca 2021 20:30 | Raport | Włochy awansowały na Letnie Igrzyska Olimpijskie 2020          |                        |                                              |  | Hala im. Aleksandara Nikolićia Sędziowie: Guilherme Locatelli ( BRA), Yohan Rosso ( FRA), Mārtiņš Kozlovskis ( LAT) |

Godziny meczów podane zostały według czasów lokalnych.

## Turniej w Kownie

### Faza grupowa

#### Grupa A

##### Tabela
| Poz. | Reprezentacja    | Pkt | Mecze | Mecze | Mecze | Punkty | Punkty | Punkty | Bilans bezpośrednich meczów |
| Poz. | Reprezentacja    | Pkt | M     | Z     | P     | zdob.  | str.   | bilans | Bilans bezpośrednich meczów |
| ---- | ---------------- | --- | ----- | ----- | ----- | ------ | ------ | ------ | --------------------------- |
| 1.   | Litwa            | 4   | 2     | 2     | 0     | 172    | 122    | +50    | -                           |
| 2.   | Wenezuela        | 3   | 2     | 1     | 1     | 159    | 156    | +3     | -                           |
| 3.   | Korea Południowa | 2   | 2     | 0     | 2     | 137    | 190    | -53    | -                           |

     awans do fazy finałowej

##### Wyniki
| 29 czerwca 2021 19:30 | Raport | Litwa 76 – 65 Wenezuela                                 | Litwa 76 – 65 Wenezuela | Litwa 76 – 65 Wenezuela                     |  | Žalgiris Arena, Kowno Sędziowie: Roberto Vázquez ( PUR), Saverio Lanzarini ( ITA), Jewgienij Michiejew ( KAZ) |
| 29 czerwca 2021 19:30 | Raport | Rezultaty w kwartach: 11-10, 25-18, 19-16, 21-21        |                         |                                             |  | Žalgiris Arena, Kowno Sędziowie: Roberto Vázquez ( PUR), Saverio Lanzarini ( ITA), Jewgienij Michiejew ( KAZ) |
| 29 czerwca 2021 19:30 | Raport | Pkt: Valančiūnas 20 Zb: Valančiūnas 11 As: Jokubaitis 5 |                         | Pkt: Cubillán 11 Zb: Carrera 6 As: Vargas 4 |  | Žalgiris Arena, Kowno Sędziowie: Roberto Vázquez ( PUR), Saverio Lanzarini ( ITA), Jewgienij Michiejew ( KAZ) |

| 30 czerwca 2021 19:30 | Raport | Wenezuela 94 – 80 Korea Południowa                                 | Wenezuela 94 – 80 Korea Południowa | Wenezuela 94 – 80 Korea Południowa    |  | Žalgiris Arena, Kowno Sędziowie: Juan Fernández ( ARG), Yu Jung ( TPE), Scott Beker ( AUS) |
| 30 czerwca 2021 19:30 | Raport | Rezultaty w kwartach: 27-18, 29-20, 14-28, 24-14                   |                                    |                                       |  | Žalgiris Arena, Kowno Sędziowie: Juan Fernández ( ARG), Yu Jung ( TPE), Scott Beker ( AUS) |
| 30 czerwca 2021 19:30 | Raport | Pkt: Guillent 17 Zb: Carrera 12 As: czterech zawodników po 4 każdy |                                    | Pkt: Lee H. 18 Zb: Ra 10 As: Lee D. 8 |  | Žalgiris Arena, Kowno Sędziowie: Juan Fernández ( ARG), Yu Jung ( TPE), Scott Beker ( AUS) |

| 1 lipca 2021 19:30 | Raport | Korea Południowa 57 – 96 Litwa                    | Korea Południowa 57 – 96 Litwa | Korea Południowa 57 – 96 Litwa                         |  | Žalgiris Arena, Kowno Sędziowie: Roberto Vázquez ( PUR), Saverio Lanzarini ( ITA), Samir Abaakil ( MAR) |
| 1 lipca 2021 19:30 | Raport | Rezultaty w kwartach: 16-28, 18-21, 9-27, 14-20   |                                |                                                        |  | Žalgiris Arena, Kowno Sędziowie: Roberto Vázquez ( PUR), Saverio Lanzarini ( ITA), Samir Abaakil ( MAR) |
| 1 lipca 2021 19:30 | Raport | Pkt: Ra 26 Zb: Ra 8 As: Lee D., Lee H. po 4 każdy |                                | Pkt: Valančiūnas 15 Zb: Valančiūnas 13 As: Kalnietis 9 |  | Žalgiris Arena, Kowno Sędziowie: Roberto Vázquez ( PUR), Saverio Lanzarini ( ITA), Samir Abaakil ( MAR) |

Godziny meczów podane zostały według czasów lokalnych.

#### Grupa B

##### Tabela
| Poz. | Reprezentacja | Pkt | Mecze | Mecze | Mecze | Punkty | Punkty | Punkty | Bilans bezpośrednich meczów |
| Poz. | Reprezentacja | Pkt | M     | Z     | P     | zdob.  | str.   | bilans | Bilans bezpośrednich meczów |
| ---- | ------------- | --- | ----- | ----- | ----- | ------ | ------ | ------ | --------------------------- |
| 1.   | Słowenia      | 4   | 2     | 2     | 0     | 230    | 145    | +85    | -                           |
| 2.   | Polska        | 3   | 2     | 1     | 1     | 160    | 176    | -16    | -                           |
| 3.   | Angola        | 2   | 2     | 0     | 2     | 132    | 201    | -69    | -                           |

     awans do pierwszej rundy kwalifikacyjnej

##### Wyniki
| 29 czerwca 2021 16:30 | Raport | Polska 83 – 64 Angola                                            | Polska 83 – 64 Angola | Polska 83 – 64 Angola                      |  | Žalgiris Arena, Kowno Sędziowie: Juan Fernández ( ARG), Manuel Mazzoni ( ITA), Scott Beker ( AUS) |
| 29 czerwca 2021 16:30 | Raport | Rezultaty w kwartach: 24-19, 19-12, 19-14, 21-19                 |                       |                                            |  | Žalgiris Arena, Kowno Sędziowie: Juan Fernández ( ARG), Manuel Mazzoni ( ITA), Scott Beker ( AUS) |
| 29 czerwca 2021 16:30 | Raport | Pkt: Ponitka 22 Zb: pięciu zawodników po 4 każdy As: Slaughter 6 |                       | Pkt: Moreira 27 Zb: Moreira 7 As: Bastos 4 |  | Žalgiris Arena, Kowno Sędziowie: Juan Fernández ( ARG), Manuel Mazzoni ( ITA), Scott Beker ( AUS) |

| 30 czerwca 2021 16:30 | Raport | Angola 68 – 118 Słowenia                                     | Angola 68 – 118 Słowenia | Angola 68 – 118 Słowenia                                 |  | Žalgiris Arena, Kowno Sędziowie: Roberto Vázquez ( PUR), Manuel Mazzoni ( ITA), Samir Abaakil ( MAR) |
| 30 czerwca 2021 16:30 | Raport | Rezultaty w kwartach: 9-33, 21-31, 14-26, 24-28              |                          |                                                          |  | Žalgiris Arena, Kowno Sędziowie: Roberto Vázquez ( PUR), Manuel Mazzoni ( ITA), Samir Abaakil ( MAR) |
| 30 czerwca 2021 16:30 | Raport | Pkt: Moreira 15 Zb: Gakou, Moreira po 6 każdy As: Ndoniema 3 |                          | Pkt: Dragić 16 Zb: Dimec, Dončić po 6 każdy As: Dončić 9 |  | Žalgiris Arena, Kowno Sędziowie: Roberto Vázquez ( PUR), Manuel Mazzoni ( ITA), Samir Abaakil ( MAR) |

| 1 lipca 2021 16:30 | Raport | Słowenia 112 – 77 Polska                         | Słowenia 112 – 77 Polska | Słowenia 112 – 77 Polska                      |  | Žalgiris Arena, Kowno Sędziowie: Juan Fernández ( ARG), Yu Jung ( TPE), Jewgienij Michiejew ( KAZ) |
| 1 lipca 2021 16:30 | Raport | Rezultaty w kwartach: 29-26, 34-20, 20-14, 29-17 |                          |                                               |  | Žalgiris Arena, Kowno Sędziowie: Juan Fernández ( ARG), Yu Jung ( TPE), Jewgienij Michiejew ( KAZ) |
| 1 lipca 2021 16:30 | Raport | Pkt: Dončić 18 Zb: Tobey 10 As: Dončić 10        |                          | Pkt: Ponitka 16 Zb: Ponitka 7 As: Slaughter 5 |  | Žalgiris Arena, Kowno Sędziowie: Juan Fernández ( ARG), Yu Jung ( TPE), Jewgienij Michiejew ( KAZ) |

Godziny meczów podane zostały według czasów lokalnych.

### Faza finałowa
|  |           |           |          |          |    |       |       |       |
|  | Półfinał  | Półfinał  | Półfinał |          |    | Finał | Finał | Finał |
|  | Półfinał  | Półfinał  | Półfinał |          |    | Finał | Finał | Finał |
|  | 3 lipca   |           |          |          |    |       |       |       |
|  |           |           |          |          |    |       |       |       |
|  | Litwa     | Litwa     | 88       |          |    |       |       |       |
|  | Litwa     | Litwa     | 88       | 4 lipca  |    |       |       |       |
|  | Polska    | Polska    | 69       |          |    |       |       |       |
|  | Polska    | Polska    | 69       |          |    | Litwa | Litwa | 85    |
|  | 3 lipca   |           |          |          |    | Litwa | Litwa | 85    |
|  |           |           | Słowenia | Słowenia | 96 |       |       |       |
|  | Słowenia  | Słowenia  | Słowenia | Słowenia | 96 | 98    |       |       |
|  | Słowenia  | Słowenia  |          |          |    |       |       |       |
|  | Wenezuela | Wenezuela | 70       |          |    |       |       |       |
|  | Wenezuela | Wenezuela | 70       |          |    |       |       |       |

#### Wyniki

##### Półfinały
| 3 lipca 2021 16:30 | Raport | Słowenia 98 – 70 Wenezuela                       | Słowenia 98 – 70 Wenezuela | Słowenia 98 – 70 Wenezuela                                                      |  | Žalgiris Arena, Kowno Sędziowie: Roberto Vázquez ( PUR), Yu Jung ( TPE), Saverio Lanzarini ( ITA) |
| 3 lipca 2021 16:30 | Raport | Rezultaty w kwartach: 26-21, 22-20, 23-14, 27-15 |                            |                                                                                 |  | Žalgiris Arena, Kowno Sędziowie: Roberto Vázquez ( PUR), Yu Jung ( TPE), Saverio Lanzarini ( ITA) |
| 3 lipca 2021 16:30 | Raport | Pkt: Tobey 27 Zb: Tobey 12 As: Dončić 13         |                            | Pkt: Carrera, Chourio po 16 każdy Zb: Carrera 6 As: Guillent, Vargas po 3 każdy |  | Žalgiris Arena, Kowno Sędziowie: Roberto Vázquez ( PUR), Yu Jung ( TPE), Saverio Lanzarini ( ITA) |

| 3 lipca 2021 16:00 | Raport | Litwa 88 – 69 Polska                                                | Litwa 88 – 69 Polska | Litwa 88 – 69 Polska                                                                       |  | Žalgiris Arena, Kowno Sędziowie: Juan Fernández ( ARG), Manuel Mazzoni ( ITA), Scott Beker ( AUS) |
| 3 lipca 2021 16:00 | Raport | Rezultaty w kwartach: 23-19, 23-26, 16-6, 26-18                     |                      |                                                                                            |  | Žalgiris Arena, Kowno Sędziowie: Juan Fernández ( ARG), Manuel Mazzoni ( ITA), Scott Beker ( AUS) |
| 3 lipca 2021 16:00 | Raport | Pkt: Sabonis 17 Zb: Sabonis, Valančiūnas po 8 każdy As: Kalnietis 4 |                      | Pkt: Slaughter 19 Zb: Balcerowski, Hrycaniuk po 3 każdy As: czterech zawodników po 3 każdy |  | Žalgiris Arena, Kowno Sędziowie: Juan Fernández ( ARG), Manuel Mazzoni ( ITA), Scott Beker ( AUS) |

##### Finał
| 4 lipca 2021 19:30 | Raport | Litwa 85 – 96 Słowenia                                                                | Litwa 85 – 96 Słowenia | Litwa 85 – 96 Słowenia                     |  | Žalgiris Arena, Kowno Sędziowie: Roberto Vázquez ( PUR), Juan Fernández ( ARG), Manuel Mazzoni ( ITA) |
| 4 lipca 2021 19:30 | Raport | Rezultaty w kwartach: 24-28, 28-24, 17-28, 16-16                                      |                        |                                            |  | Žalgiris Arena, Kowno Sędziowie: Roberto Vázquez ( PUR), Juan Fernández ( ARG), Manuel Mazzoni ( ITA) |
| 4 lipca 2021 19:30 | Raport | Pkt: trzech zawodników po 14 każdy Zb: Sabonis, Valančiūnas po 6 każdy As: Grigonis 6 |                        | Pkt: Dončić 31 Zb: Dončić 11 As: Dončić 13 |  | Žalgiris Arena, Kowno Sędziowie: Roberto Vázquez ( PUR), Juan Fernández ( ARG), Manuel Mazzoni ( ITA) |
| 4 lipca 2021 19:30 | Raport | Słowenia awansowała na Letnie Igrzyska Olimpijskie 2020                               |                        |                                            |  | Žalgiris Arena, Kowno Sędziowie: Roberto Vázquez ( PUR), Juan Fernández ( ARG), Manuel Mazzoni ( ITA) |

Godziny meczów podane zostały według czasów lokalnych.

## Turniej w Splicie

### Faza grupowa

#### Grupa A

##### Tabela
| Poz. | Reprezentacja | Pkt | Mecze | Mecze | Mecze | Punkty | Punkty | Punkty | Bilans bezpośrednich meczów |
| Poz. | Reprezentacja | Pkt | M     | Z     | P     | zdob.  | str.   | bilans | Bilans bezpośrednich meczów |
| ---- | ------------- | --- | ----- | ----- | ----- | ------ | ------ | ------ | --------------------------- |
| 1.   | Niemcy        | 4   | 2     | 2     | 0     | 151    | 143    | +8     | -                           |
| 2.   | Meksyk        | 3   | 2     | 1     | 1     | 148    | 146    | +2     | -                           |
| 3.   | Rosja         | 2   | 2     | 0     | 2     | 131    | 141    | -10    | -                           |

     awans do fazy finałowej

##### Wyniki
| 29 czerwca 2021 16:30 | Raport | Niemcy 82 – 76 Meksyk                           | Niemcy 82 – 76 Meksyk | Niemcy 82 – 76 Meksyk                               |  | Spaladium Arena, Split Sędziowie: Matthew Kallio ( CAN), Eddie Viator ( FRA), Takaki Kato ( JPN) |
| 29 czerwca 2021 16:30 | Raport | Rezultaty w kwartach: 19-22, 21-20, 22-25, 20-9 |                       |                                                     |  | Spaladium Arena, Split Sędziowie: Matthew Kallio ( CAN), Eddie Viator ( FRA), Takaki Kato ( JPN) |
| 29 czerwca 2021 16:30 | Raport | Pkt: Saibou 17 Zb: Voigtmann 10 As: Voigtmann 5 |                       | Pkt: Cruz 30 Zb: Ayón 15 As: Cruz, Stoll po 6 każdy |  | Spaladium Arena, Split Sędziowie: Matthew Kallio ( CAN), Eddie Viator ( FRA), Takaki Kato ( JPN) |

| 30 czerwca 2021 16:30 | Raport | Meksyk 72 – 64 Rosja                             | Meksyk 72 – 64 Rosja | Meksyk 72 – 64 Rosja                                |  | Spaladium Arena, Split Sędziowie: Jorge Vázquez ( PUR), Eddie Viator ( FRA), Rabah Noujaim ( LBN) |
| 30 czerwca 2021 16:30 | Raport | Rezultaty w kwartach: 18-16, 13-20, 19-17, 22-21 |                      |                                                     |  | Spaladium Arena, Split Sędziowie: Jorge Vázquez ( PUR), Eddie Viator ( FRA), Rabah Noujaim ( LBN) |
| 30 czerwca 2021 16:30 | Raport | Pkt: Cruz 21 Zb: Jaimes 9 As: Ayón 6             |                      | Pkt: Antonow 13 Zb: Woroncewicz 8 As: Woroncewicz 6 |  | Spaladium Arena, Split Sędziowie: Jorge Vázquez ( PUR), Eddie Viator ( FRA), Rabah Noujaim ( LBN) |

| 1 lipca 2021 16:30 | Raport | Rosja 67 – 69 Niemcy                                | Rosja 67 – 69 Niemcy | Rosja 67 – 69 Niemcy                                             |  | Spaladium Arena, Split Sędziowie: Jorge Vázquez ( PUR), Michael Weiland ( CAN), Takaki Kato ( JPN) |
| 1 lipca 2021 16:30 | Raport | Rezultaty w kwartach: 17-15, 18-17, 18-18, 14-19    |                      |                                                                  |  | Spaladium Arena, Split Sędziowie: Jorge Vázquez ( PUR), Michael Weiland ( CAN), Takaki Kato ( JPN) |
| 1 lipca 2021 16:30 | Raport | Pkt: Woroncewicz 17 Zb: Antonow 8 As: Astapkowicz 4 |                      | Pkt: Voigtmann 13 Zb: Voigtmann 7 As: Benzing, Saibou po 3 każdy |  | Spaladium Arena, Split Sędziowie: Jorge Vázquez ( PUR), Michael Weiland ( CAN), Takaki Kato ( JPN) |

Godziny meczów podane zostały według czasów lokalnych.

#### Grupa B

##### Tabela
| Poz. | Reprezentacja | Pkt | Mecze | Mecze | Mecze | Punkty | Punkty | Punkty | Bilans bezpośrednich meczów |
| Poz. | Reprezentacja | Pkt | M     | Z     | P     | zdob.  | str.   | bilans | Bilans bezpośrednich meczów |
| ---- | ------------- | --- | ----- | ----- | ----- | ------ | ------ | ------ | --------------------------- |
| 1.   | Brazylia      | 4   | 2     | 2     | 0     | 177    | 124    | +53    | -                           |
| 2.   | Chorwacja     | 3   | 2     | 1     | 1     | 142    | 164    | -22    | -                           |
| 3.   | Tunezja       | 2   | 2     | 0     | 2     | 127    | 158    | -31    | -                           |

     awans do pierwszej rundy kwalifikacyjnej

##### Wyniki
| 29 czerwca 2021 20:00 | Raport | Tunezja 57 – 83 Brazylia                                      | Tunezja 57 – 83 Brazylia | Tunezja 57 – 83 Brazylia                      |  | Spaladium Arena, Split Sędziowie: Ademir Zurapović ( BIH), Jorge Vázquez ( PUR), Michael Weiland ( CAN) |
| 29 czerwca 2021 20:00 | Raport | Rezultaty w kwartach: 21-21, 10-22, 15-21, 11-19              |                          |                                               |  | Spaladium Arena, Split Sędziowie: Ademir Zurapović ( BIH), Jorge Vázquez ( PUR), Michael Weiland ( CAN) |
| 29 czerwca 2021 20:00 | Raport | Pkt: Marnaoui 13 Zb: Mejri 7 As: Abada, El Mabrouk po 4 każdy |                          | Pkt: Benite 15 Zb: Varejão 8 As: dos Santos 8 |  | Spaladium Arena, Split Sędziowie: Ademir Zurapović ( BIH), Jorge Vázquez ( PUR), Michael Weiland ( CAN) |

| 30 czerwca 2021 20:00 | Raport | Brazylia 94 – 67 Chorwacja                       | Brazylia 94 – 67 Chorwacja | Brazylia 94 – 67 Chorwacja                                |  | Spaladium Arena, Split Sędziowie: Ademir Zurapović ( BIH), Matthew Kallio ( CAN), Michael Weiland ( CAN) |
| 30 czerwca 2021 20:00 | Raport | Rezultaty w kwartach: 25-20, 20-14, 26-21, 23-12 |                            |                                                           |  | Spaladium Arena, Split Sędziowie: Ademir Zurapović ( BIH), Matthew Kallio ( CAN), Michael Weiland ( CAN) |
| 30 czerwca 2021 20:00 | Raport | Pkt: Hettsheimeir 20 Zb: Caboclo 8 As: Huertas 8 |                            | Pkt: Bogdanović 16 Zb: Bilan 7 As: Rogić, Ukić po 4 każdy |  | Spaladium Arena, Split Sędziowie: Ademir Zurapović ( BIH), Matthew Kallio ( CAN), Michael Weiland ( CAN) |

| 1 lipca 2021 20:00 | Raport | Chorwacja 75 – 70 Tunezja                        | Chorwacja 75 – 70 Tunezja | Chorwacja 75 – 70 Tunezja                 |  | Spaladium Arena, Split Sędziowie: Eddie Viator ( FRA), Andrés Bartel ( URU), Rabah Noujaim ( LBN) |
| 1 lipca 2021 20:00 | Raport | Rezultaty w kwartach: 20-11, 22-17, 14-29, 19-13 |                           |                                           |  | Spaladium Arena, Split Sędziowie: Eddie Viator ( FRA), Andrés Bartel ( URU), Rabah Noujaim ( LBN) |
| 1 lipca 2021 20:00 | Raport | Pkt: Hezonja 27 Zb: Žižić 12 As: Hezonja 3       |                           | Pkt: Slimane 15 Zb: Slimane 7 As: Abada 7 |  | Spaladium Arena, Split Sędziowie: Eddie Viator ( FRA), Andrés Bartel ( URU), Rabah Noujaim ( LBN) |

Godziny meczów podane zostały według czasów lokalnych.

### Faza finałowa
|  |           |           |          |          |    |        |        |       |
|  | Półfinał  | Półfinał  | Półfinał |          |    | Finał  | Finał  | Finał |
|  | Półfinał  | Półfinał  | Półfinał |          |    | Finał  | Finał  | Finał |
|  | 3 lipca   |           |          |          |    |        |        |       |
|  |           |           |          |          |    |        |        |       |
|  | Niemcy    | Niemcy    | 86       |          |    |        |        |       |
|  | Niemcy    | Niemcy    | 86       | 4 lipca  |    |        |        |       |
|  | Chorwacja | Chorwacja | 76       |          |    |        |        |       |
|  | Chorwacja | Chorwacja | 76       |          |    | Niemcy | Niemcy | 75    |
|  | 3 lipca   |           |          |          |    | Niemcy | Niemcy | 75    |
|  |           |           | Brazylia | Brazylia | 64 |        |        |       |
|  | Brazylia  | Brazylia  | Brazylia | Brazylia | 64 | 102    |        |       |
|  | Brazylia  | Brazylia  |          |          |    |        |        |       |
|  | Meksyk    | Meksyk    | 74       |          |    |        |        |       |
|  | Meksyk    | Meksyk    | 74       |          |    |        |        |       |

#### Wyniki

##### Półfinały
| 3 lipca 2021 12:30 | Raport | Brazylia 102 – 74 Meksyk                                         | Brazylia 102 – 74 Meksyk | Brazylia 102 – 74 Meksyk              |  | Spaladium Arena, Split Sędziowie: Ademir Zurapović ( BIH), Eddie Viator ( FRA), Takaki Kato ( JPN) |
| 3 lipca 2021 12:30 | Raport | Rezultaty w kwartach: 24-18, 29-24, 27-15, 22-17                 |                          |                                       |  | Spaladium Arena, Split Sędziowie: Ademir Zurapović ( BIH), Eddie Viator ( FRA), Takaki Kato ( JPN) |
| 3 lipca 2021 12:30 | Raport | Pkt: Benite 22 Zb: trzech zawodników po 5 każdy As: dos Santos 6 |                          | Pkt: Cruz 18 Zb: Jaimes 8 As: Stoll 7 |  | Spaladium Arena, Split Sędziowie: Ademir Zurapović ( BIH), Eddie Viator ( FRA), Takaki Kato ( JPN) |

| 3 lipca 2021 16:00 | Raport | Niemcy 86 – 76 Chorwacja                         | Niemcy 86 – 76 Chorwacja | Niemcy 86 – 76 Chorwacja                                       |  | Spaladium Arena, Split Sędziowie: Matthew Kallio ( CAN), Jorge Vázquez ( PUR), Michael Weiland ( CAN) |
| 3 lipca 2021 16:00 | Raport | Rezultaty w kwartach: 19-23, 24-22, 13-18, 30-13 |                          |                                                                |  | Spaladium Arena, Split Sędziowie: Matthew Kallio ( CAN), Jorge Vázquez ( PUR), Michael Weiland ( CAN) |
| 3 lipca 2021 16:00 | Raport | Pkt: Lô 29 Zb: Barthel 7 As: Lô 8                |                          | Pkt: Bogdanović 38 Zb: Hezonja, Žižić po 6 każdy As: Hezonja 3 |  | Spaladium Arena, Split Sędziowie: Matthew Kallio ( CAN), Jorge Vázquez ( PUR), Michael Weiland ( CAN) |

##### Finał
| 4 lipca 2021 19:30 | Raport | Niemcy 75 – 64 Brazylia                               | Niemcy 75 – 64 Brazylia | Niemcy 75 – 64 Brazylia                                                       |  | Spaladium Arena, Split Sędziowie: Ademir Zurapović ( BIH), Matthew Kallio ( CAN), Michael Weiland ( CAN) |
| 4 lipca 2021 19:30 | Raport | Rezultaty w kwartach: 14-17, 22-17, 16-12, 23-18      |                         |                                                                               |  | Spaladium Arena, Split Sędziowie: Ademir Zurapović ( BIH), Matthew Kallio ( CAN), Michael Weiland ( CAN) |
| 4 lipca 2021 19:30 | Raport | Pkt: Wagner 28 Zb: Voigtmann 11 As: Lô 5              |                         | Pkt: Varejão 14 Zb: Benite, Caboclo po 5 każdy As: Benite, Huertas po 3 każdy |  | Spaladium Arena, Split Sędziowie: Ademir Zurapović ( BIH), Matthew Kallio ( CAN), Michael Weiland ( CAN) |
| 4 lipca 2021 19:30 | Raport | Niemcy awansowały na Letnie Igrzyska Olimpijskie 2020 |                         |                                                                               |  | Spaladium Arena, Split Sędziowie: Ademir Zurapović ( BIH), Matthew Kallio ( CAN), Michael Weiland ( CAN) |

Godziny meczów podane zostały według czasów lokalnych.

## Turniej w Victorii

### Faza grupowa

#### Grupa A

##### Tabela
| Poz. | Reprezentacja | Pkt | Mecze | Mecze | Mecze | Punkty | Punkty | Punkty | Bilans bezpośrednich meczów |
| Poz. | Reprezentacja | Pkt | M     | Z     | P     | zdob.  | str.   | bilans | Bilans bezpośrednich meczów |
| ---- | ------------- | --- | ----- | ----- | ----- | ------ | ------ | ------ | --------------------------- |
| 1.   | Kanada        | 4   | 2     | 2     | 0     | 206    | 170    | +36    | -                           |
| 2.   | Grecja        | 3   | 2     | 1     | 1     | 196    | 177    | +19    | -                           |
| 3.   | Chiny         | 2   | 2     | 0     | 2     | 159    | 214    | -55    | -                           |

     awans do fazy finałowej

##### Wyniki
| 29 czerwca 2021 16:05 | Raport | Grecja 91 – 97 Kanada                            | Grecja 91 – 97 Kanada | Grecja 91 – 97 Kanada                     |  | Save-On-Foods Memorial Centre, Victoria Sędziowie: Antonio Conde ( ESP), Steven Anderson ( USA), Luis Castillo ( ESP) |
| 29 czerwca 2021 16:05 | Raport | Rezultaty w kwartach: 23-19, 27-27, 21-28, 20-23 |                       |                                           |  | Save-On-Foods Memorial Centre, Victoria Sędziowie: Antonio Conde ( ESP), Steven Anderson ( USA), Luis Castillo ( ESP) |
| 29 czerwca 2021 16:05 | Raport | Pkt: Mitoglo 14 Zb: Mitoglo 10 As: Calathes 9    |                       | Pkt: Wiggins 23 Zb: Powell 7 As: Joseph 6 |  | Save-On-Foods Memorial Centre, Victoria Sędziowie: Antonio Conde ( ESP), Steven Anderson ( USA), Luis Castillo ( ESP) |

| 30 czerwca 2021 16:05 | Raport | Kanada 109 – 79 Chiny                            | Kanada 109 – 79 Chiny | Kanada 109 – 79 Chiny            |  | Save-On-Foods Memorial Centre, Victoria Sędziowie: Aleksandar Glišić ( SRB), Leandro Lezcano ( ARG), Luis Castillo ( ESP) |
| 30 czerwca 2021 16:05 | Raport | Rezultaty w kwartach: 27-19, 32-27, 20-19, 30-14 |                       |                                  |  | Save-On-Foods Memorial Centre, Victoria Sędziowie: Aleksandar Glišić ( SRB), Leandro Lezcano ( ARG), Luis Castillo ( ESP) |
| 30 czerwca 2021 16:05 | Raport | Pkt: Wiggins 20 Zb: Powell 9 As: Joseph 7        |                       | Pkt: Hu 24 Zb: Shen 8 As: Zhao 5 |  | Save-On-Foods Memorial Centre, Victoria Sędziowie: Aleksandar Glišić ( SRB), Leandro Lezcano ( ARG), Luis Castillo ( ESP) |

| 1 lipca 2021 16:05 | Raport | Chiny 80 – 105 Grecja                            | Chiny 80 – 105 Grecja | Chiny 80 – 105 Grecja                             |  | Save-On-Foods Memorial Centre, Victoria Sędziowie: Antonio Conde ( ESP), Luis Castillo ( ESP), Ahmed Al-Shuwaili ( IRQ) |
| 1 lipca 2021 16:05 | Raport | Rezultaty w kwartach: 14-28, 18-24, 27-24, 21-29 |                       |                                                   |  | Save-On-Foods Memorial Centre, Victoria Sędziowie: Antonio Conde ( ESP), Luis Castillo ( ESP), Ahmed Al-Shuwaili ( IRQ) |
| 1 lipca 2021 16:05 | Raport | Pkt: Hu 16 Zb: Zhou Q. 10 As: Hu 5               |                       | Pkt: Larenddzakis 21 Zb: Mitoglo 7 As: Calathes 8 |  | Save-On-Foods Memorial Centre, Victoria Sędziowie: Antonio Conde ( ESP), Luis Castillo ( ESP), Ahmed Al-Shuwaili ( IRQ) |

Godziny meczów podane zostały według czasów lokalnych.

#### Grupa B

##### Tabela
| Poz. | Reprezentacja | Pkt | Mecze | Mecze | Mecze | Punkty | Punkty | Punkty | Bilans bezpośrednich meczów |
| Poz. | Reprezentacja | Pkt | M     | Z     | P     | zdob.  | str.   | bilans | Bilans bezpośrednich meczów |
| ---- | ------------- | --- | ----- | ----- | ----- | ------ | ------ | ------ | --------------------------- |
| 1.   | Turcja        | 4   | 2     | 2     | 0     | 182    | 156    | +26    | -                           |
| 2.   | Czechy        | 3   | 2     | 1     | 1     | 150    | 166    | -16    | -                           |
| 3.   | Urugwaj       | 2   | 2     | 0     | 2     | 165    | 175    | -10    | -                           |

     awans do pierwszej rundy kwalifikacyjnej

##### Wyniki
| 29 czerwca 2021 19:35 | Raport | Urugwaj 86 – 95 Turcja                           | Urugwaj 86 – 95 Turcja | Urugwaj 86 – 95 Turcja                 |  | Save-On-Foods Memorial Centre, Victoria Sędziowie: Aleksandar Glišić ( SRB), Leandro Lezcano ( ARG), Ahmed Al-Shuwaili ( IRQ) |
| 29 czerwca 2021 19:35 | Raport | Rezultaty w kwartach: 22-27, 15-16, 26-18, 23-34 |                        |                                        |  | Save-On-Foods Memorial Centre, Victoria Sędziowie: Aleksandar Glišić ( SRB), Leandro Lezcano ( ARG), Ahmed Al-Shuwaili ( IRQ) |
| 29 czerwca 2021 19:35 | Raport | Pkt: Granger 25 Zb: Calfani 8 As: Granger 10     |                        | Pkt: Osman 27 Zb: Osman 9 As: Tuncer 5 |  | Save-On-Foods Memorial Centre, Victoria Sędziowie: Aleksandar Glišić ( SRB), Leandro Lezcano ( ARG), Ahmed Al-Shuwaili ( IRQ) |

| 30 czerwca 2021 19:35 | Raport | Turcja 87 – 70 Czechy                                        | Turcja 87 – 70 Czechy | Turcja 87 – 70 Czechy                             |  | Save-On-Foods Memorial Centre, Victoria Sędziowie: Antonio Conde ( ESP), Steven Anderson ( USA), Boris Krejić ( SLO) |
| 30 czerwca 2021 19:35 | Raport | Rezultaty w kwartach: 17-14, 28-24, 18-16, 24-16             |                       |                                                   |  | Save-On-Foods Memorial Centre, Victoria Sędziowie: Antonio Conde ( ESP), Steven Anderson ( USA), Boris Krejić ( SLO) |
| 30 czerwca 2021 19:35 | Raport | Pkt: Korkmaz 20 Zb: Şengün, Yurtseven po 7 każdy As: Osman 6 |                       | Pkt: Satoranský 15 Zb: Veselý 11 As: Satoranský 6 |  | Save-On-Foods Memorial Centre, Victoria Sędziowie: Antonio Conde ( ESP), Steven Anderson ( USA), Boris Krejić ( SLO) |

| 1 lipca 2021 19:35 | Raport | Czechy 80 – 79 Urugwaj                            | Czechy 80 – 79 Urugwaj | Czechy 80 – 79 Urugwaj                                          |  | Save-On-Foods Memorial Centre, Victoria Sędziowie: Steven Anderson ( USA), Aleksandar Glišić ( SRB), Boris Krejić ( SLO) |
| 1 lipca 2021 19:35 | Raport | Rezultaty w kwartach: 19-20, 26-17, 22-20, 13-22  |                        |                                                                 |  | Save-On-Foods Memorial Centre, Victoria Sędziowie: Steven Anderson ( USA), Aleksandar Glišić ( SRB), Boris Krejić ( SLO) |
| 1 lipca 2021 19:35 | Raport | Pkt: Satoranský 19 Zb: Balvín 11 As: Satoranský 8 |                        | Pkt: Fitipaldo, Granger po 22 każdy Zb: Granger 7 As: Granger 7 |  | Save-On-Foods Memorial Centre, Victoria Sędziowie: Steven Anderson ( USA), Aleksandar Glišić ( SRB), Boris Krejić ( SLO) |

Godziny meczów podane zostały według czasów lokalnych.

### Faza finałowa
|  |          |          |          |         |    |        |        |       |
|  | Półfinał | Półfinał | Półfinał |         |    | Finał  | Finał  | Finał |
|  | Półfinał | Półfinał | Półfinał |         |    | Finał  | Finał  | Finał |
|  | 3 lipca  |          |          |         |    |        |        |       |
|  |          |          |          |         |    |        |        |       |
|  | Kanada   | Kanada   | 101      |         |    |        |        |       |
|  | Kanada   | Kanada   | 101      | 4 lipca |    |        |        |       |
|  | Czechy   | Czechy   | 103      |         |    |        |        |       |
|  | Czechy   | Czechy   | 103      |         |    | Czechy | Czechy | 97    |
|  | 3 lipca  |          |          |         |    | Czechy | Czechy | 97    |
|  |          |          | Grecja   | Grecja  | 72 |        |        |       |
|  | Turcja   | Turcja   | Grecja   | Grecja  | 72 | 63     |        |       |
|  | Turcja   | Turcja   |          |         |    |        |        |       |
|  | Grecja   | Grecja   | 81       |         |    |        |        |       |
|  | Grecja   | Grecja   | 81       |         |    |        |        |       |

#### Wyniki

##### Półfinały
| 3 lipca 2021 13:05 | Raport | Kanada 101 – 103 Czechy                                  | Kanada 101 – 103 Czechy | Kanada 101 – 103 Czechy                   | OT | Save-On-Foods Memorial Centre, Victoria Sędziowie: Aleksandar Glišić ( SRB), Leandro Lezcano ( ARG), Luis Castillo ( ESP) |
| 3 lipca 2021 13:05 | Raport | Rezultaty w kwartach: 27-29, 17-23, 16-15, 34-27 OT: 7-9 |                         |                                           | OT | Save-On-Foods Memorial Centre, Victoria Sędziowie: Aleksandar Glišić ( SRB), Leandro Lezcano ( ARG), Luis Castillo ( ESP) |
| 3 lipca 2021 13:05 | Raport | Pkt: Barrett 23 Zb: Lyles 11 As: Barrett 6               |                         | Pkt: Schilb 31 Zb: Balvín 19 As: Schilb 7 | OT | Save-On-Foods Memorial Centre, Victoria Sędziowie: Aleksandar Glišić ( SRB), Leandro Lezcano ( ARG), Luis Castillo ( ESP) |

| 3 lipca 2021 16:35 | Raport | Turcja 63 – 81 Grecja                           | Turcja 63 – 81 Grecja | Turcja 63 – 81 Grecja                          |  | Save-On-Foods Memorial Centre, Victoria Sędziowie: Antonio Conde ( ESP), Steven Anderson ( USA), Boris Krejić ( SLO) |
| 3 lipca 2021 16:35 | Raport | Rezultaty w kwartach: 22-8, 12-19, 13-24, 16-30 |                       |                                                |  | Save-On-Foods Memorial Centre, Victoria Sędziowie: Antonio Conde ( ESP), Steven Anderson ( USA), Boris Krejić ( SLO) |
| 3 lipca 2021 16:35 | Raport | Pkt: Korkmaz 20 Zb: Osman 7 As: Osman 3         |                       | Pkt: Calathes 18 Zb: Papajanis 13 As: Slukas 9 |  | Save-On-Foods Memorial Centre, Victoria Sędziowie: Antonio Conde ( ESP), Steven Anderson ( USA), Boris Krejić ( SLO) |

##### Finał
| 4 lipca 2021 16:05 | Raport | Czechy 97 – 72 Grecja                                 | Czechy 97 – 72 Grecja | Czechy 97 – 72 Grecja                                                                      |  | Save-On-Foods Memorial Centre, Victoria Sędziowie: Antonio Conde ( ESP), Steven Anderson ( USA), Boris Krejić ( SLO) |
| 4 lipca 2021 16:05 | Raport | Rezultaty w kwartach: 32-22, 18-21, 31-11, 16-18      |                       |                                                                                            |  | Save-On-Foods Memorial Centre, Victoria Sędziowie: Antonio Conde ( ESP), Steven Anderson ( USA), Boris Krejić ( SLO) |
| 4 lipca 2021 16:05 | Raport | Pkt: Auda 20 Zb: Veselý 9 As: Šiřina 6                |                       | Pkt: Papajanis 14 Zb: Mitoglo, Rongawopulos po 4 każdy As: Calathes, Katsiwelis po 3 każdy |  | Save-On-Foods Memorial Centre, Victoria Sędziowie: Antonio Conde ( ESP), Steven Anderson ( USA), Boris Krejić ( SLO) |
| 4 lipca 2021 16:05 | Raport | Czechy awansowały na Letnie Igrzyska Olimpijskie 2020 |                       |                                                                                            |  | Save-On-Foods Memorial Centre, Victoria Sędziowie: Antonio Conde ( ESP), Steven Anderson ( USA), Boris Krejić ( SLO) |

Godziny meczów podane zostały według czasów lokalnych.